# Cnemaspis dezwaani
Cnemaspis dezwaani är en ödleart som beskrevs av  Das 2005. Cnemaspis dezwaani ingår i släktet Cnemaspis och familjen geckoödlor. Inga underarter finns listade i Catalogue of Life.